# SZ–5

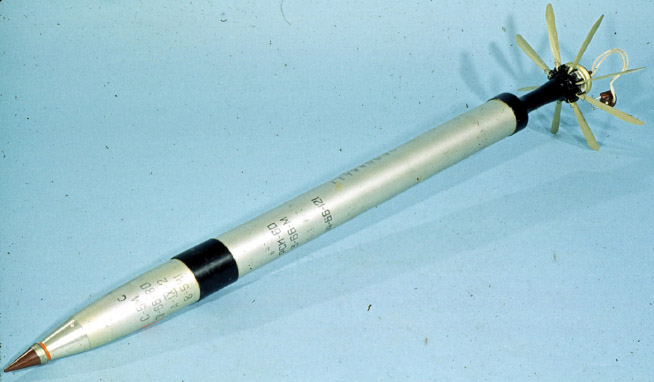
SZ–5 földi célok elleni repülőgép-fedélzeti rakéta

Az SZ–5 földi célok elleni nem irányított repülőgép-fedélzeti rakéta, amelyet az 1950-es évek második felében fejlesztettek ki a Szovjetunióban. Eredeti típusjelzése ARSZ–5 volt. A Varsói Szerződés tagállamaiban harci repülőgépeken és helikoptereken széleskörűen alkalmazott rakétafegyver volt. Számos változata létezik. Később a hatékonyabb SZ–8 rakéta váltotta fel.

## Története
A fegyver fejlesztése az 1950-es évek elején kezdődött Alekszandr Emmanuilovics Nugyelman vezetésével az OKB–16 tervezőirodában. Eredetileg nemirányított légiharc-rakétának szánták a MiG–19 vadászrepülőgéphez, de légi célok ellen hatástalannak bizonyult. A Szovjetunió Minisztertanácsa 1955. március 22-én határozott a rendszerbe állításáról.

## Szerkezeti kialakítása
A rakéta igen egyszerű felépítésű. A rakétatest 55 mm átmérőjű acélcsőből készült. Elöl erre van rögzítve a robbanótöltet a csapódó gyújtóval. A rakétatest hátsó részén a fúvócső található, amely körül a stabilizátorszárnyak vannak elhelyezve. A rakéta 57 mm-es indítócsőből indul, ezért a harci rész és a hajtómű-test csatlakozásánál, valamint a fúvócső-blokkal egybeépítve 57 mm átmérőjű vezetőgyűrűk találhatók.
A rakétán indítás után kinyíló stabilizátor-szárnyakat alkalmaztak, hogy a többcsöves indítóberendezés minél kompaktabb kialakítású lehessen. A 8 db szárny előre, a fúvócső köré van behajtva. A szárnyakat egy papírhenger rögzíti szállítás és tárolás közben. A rakéta indítása után a szárnyakat egy rugó, illetve a légáramlat hatása nyitja ki. A rakéta forgás-stabilizált, a forgást a stabilizátor-szárnyak profilozása biztosítja. Repülés közben percenként 1500 fordulatot tesz meg a hossztengelye körül. Szilárd hajtóanyagú rakétahajtóművel rendelkezik. A tolóerő növelésére a szilárd hajtóanyagú hajtómű égésterének kialakítása csillag keresztmetszetű. Ezáltal a szilárd hajtóanyag égése nagyobb felületen valósul meg. A hajtómű égési ideje 1,1 másodperc, ez idő alatt a rakéta kb. 300 m-t tesz meg, a hajtómű kiégése után a rakéta ballisztikus pályán repül tovább.

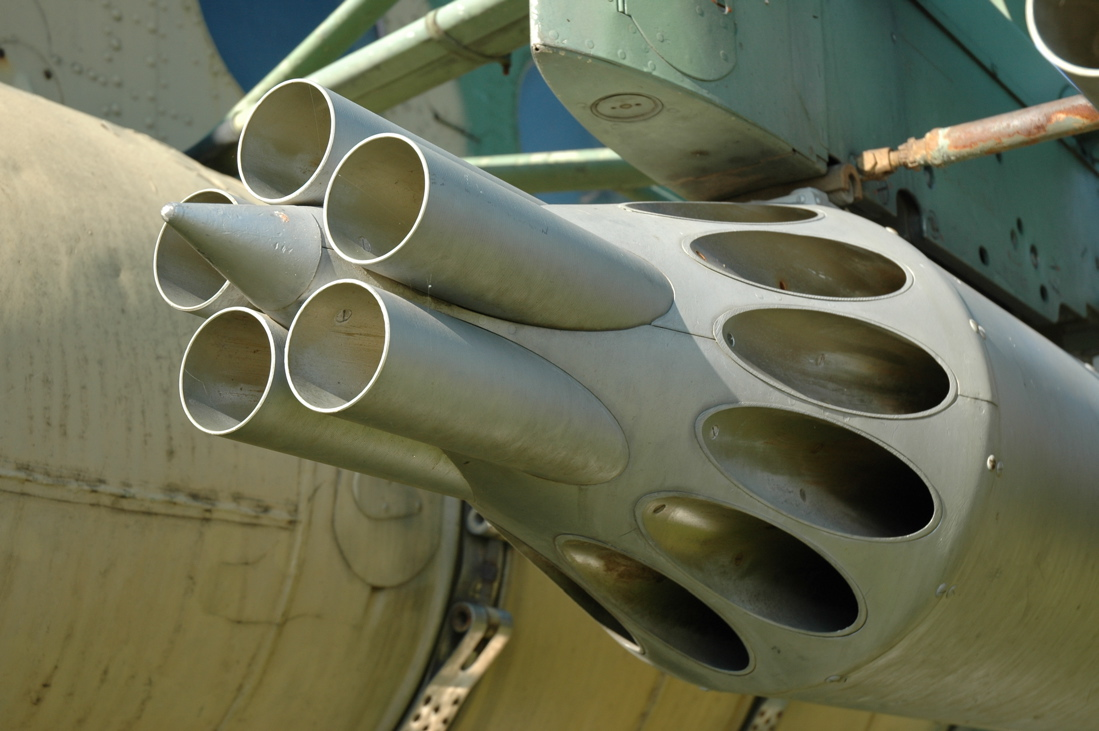
16 indítócsöves UB–16–57UM indítóberendezés Mi–8 helikopteren

A harci rész V–5M vagy V–5M1 csapódó gyújtót tartalmaz. A harci rész időzített önmegsemmisítő szerkezettel is rendelkezik, így a célt tévesztett, vagy egyéb okból fel nem robbant rakéta harci része bizonyos idő után automatikusan felrobban. A harci rész kialakítása többféle lehet. Legelterjedtebben a repesz-romboló és a kumulatív töltetet alkalmazták, de készült világítótöltettel ellátott változat is. A harci résztől és típusváltozattól függően a rakéta mérete és tömege más volt.
A rakétákat több indítócsöves blokkban hordozzák a harci repülőgépek és helikopterek. A legelső indítóberendezés a 4 indítócsöves ORO–57K volt, amelyet a MiG–19-nél alkalmaztak. Később megjelentek a nagyobb, 16 és 32 indítócsöves változatok. A Mi–8 helikoptereken, a MiG–21 vadászrepülőgépen és a Szu–7 vadászbombázó repülőgépen a 16 db-os UB–16–57UM és UB–16–57KV típusú blokkokat használták. Az 1970-es években jelent meg a 32 db-os UB–32A és UB–32A–24 blokk, amelyet a MiG–21, MiG–23, MiG–27 vadászrepülőgépek, a Szu–7, Szu–17 és Szu–22 vadászbombázók, a Szu–25 csatarepülőgép, valamint a Mi–17 és Mi–24 helikopterek fegyverzetében alkalmaztak. A Mi–24 4 db 32 db-os blokkban összesen 128 db SZ–5 rakétát hordozhat. Lengyelországban Mars–2 típusjellel hazai fejlesztésű, 16 db-os indítóberendezést gyártottak az SZ–5 rakétákhoz.

## Alkalmazása
A Szovjetunió az SZ–5 rakétákat az 1980-as években az afganisztáni háborúban alkalmazta harci körülmények között, igen nagy mennyiségben. A rakétákat Szu–25 csatarepülőgépeken és Mi–24 harci helikoptereken vetették be Afganisztánban.
Az SZ–5 rakétafegyvereket a Szovjetunió nagy mennyiségben exportálta, így jelentős mennyiség került belőle a különféle válságövezetekbe, például a Közel-Keletre vagy Vietnámba, ezáltal a helyi háborúk állandó résztvevője volt ez a rakétatípus. Egyes esetekben földről indítva, tüzérségi rakétaként is alkalmazták.

## Típusváltozatai
- SZ–5 (ARSZ–57) – az 1955-ben rendszeresített alapváltozat
- SZ–5K – Páncélozott célok elleni, kumulatív töltettel felszerelt rakéta. Páncélátütő képessége 130 mm, 1960-ban rendszeresítették.
- SZ–5K1 – az SZ–5K modernizált változata
- SZ–5KO – Kombinált harci résszel felszerelt rakéta. A kumulatív tölteten kívül 10 db acélgyűrűt tartalmaz, amely repeszképző hornyokkal van ellátva. Ennek köszönhetően az irányított repeszképződés során 220 db kb. 2 g-os repesz képződik.
- SZ–5Kor – korrigálható repülési pályájú változat – csak terv maradt, nem készült el
- SZ–5KP – az SZ–5K piezoelektromos gyújtóval ellátott változata
- SZ–5KPB – az SZ–5KP növelt hatású változata
- SZ–5M – Repesz-romboló harci résszel ellátott rakéta, élőerő és gyengén védett egyéb célok ellen. 1959-ben rendszeresítették. 75 db repesz képződik.
- SZ–5M1 – az SZ–5M modernizált változata
- SZ–5MO – Növelt hatóerejű repesz-romboló harci résszel felszerelt változat. A repeszképző gyűrűk számát húszra növelték, robbanás során 360 repeszdarab képződik.
- SZ–5O (OARSZ–57) – Világítótöltettel felszerelt változat. Éjszaka a támadott objektum megvilágítására, vagy fotófelderítésnél célmegvilágításra használták.

A világítótöltet égési ideje 18,3 másodperc. I–71 típusú távirányítású gyújtóval rendelkezett.
- SZ–5O1 – az SZ–5O modernizált változata
- SZ–5P (ASZR–57SZP, vagy PARSZ–57) – passzív rádiólokátor-zavaró változat. A harci részben robbanás után szétszóródó rádiólokátor zavaró dipolköteggel. Távirányítású gyújtóval rendelkezett. 1964-ben rendszeresítették.
- SZ–5P1 – Az SZ–5P modernizált változata
- SZ–5SZ – Élőerő pusztítására kifejlesztett változat. A harci rész 1100 db, hegyes, kúpos kialakítású, préselt acéltestet tartalmaz.
- SZ–5SZB – Az SZ–5SZ modernizált változata

## Műszaki adatok (SZ–5K)
- Hossz: 830 mm
- Rakétatest átmérője: 57 mm
- Stabilizátorszárnyak fesztávja (nyitott állapotban): 230 mm
- Induló tömeg: 3,86 kg
- Harci rész tömege: 1,08 kg
- Szórás: a repülési távolság 0,35%-a
- Maximális hatótávolság: 2000 m
- Alkalmazási magasság: 100–15 000 m

## Külső hivatkozások
- С–5 – Az Ugolok nyeba repülő-enciklopédia cikke (oroszul)